# Seznam polských generálů
Toto je seznam polských generálů.

## I. Rzeczpospolita
- Tadeusz Kościuszko
- Józef Poniatowski
- Stanisław Kostka Potocki

## Kościuszkovo povstání
- Jakub Jasiński
- Tadeusz Kościuszko
- Stanisław Mokronowski
- Józef Poniatowski

## Velkovévodství Varšavské
- Jan Henryk Dąbrowski
- Józef Poniatowski
- Karol Kniaziewicz
- Józef Zajączek
- Józef Chłopicki

## Listopadové povstání
- Józef Bem
- Dezydery Chłapowski
- Ignacy Prądzyński

## Lednové povstání
- Ludwik Mierosławski
- Romuald Traugutt

## První světová válka,Rusko-polská válka
- Leon Berbecki
- Walerian Czuma
- Józef Dowbor-Muśnicki
- Józef Haller de Hallenburg
- Stanisław Haller de Hallenburg
- Franciszek Latinik
- Józef Leśniewski
- Antoni Listowski
- Józef Piłsudski
- Tadeusz Rozwadowski
- Stanisław Szeptycki
- Lucjan Żeligowski

## Druhá světová válka
- Roman Abraham
- Władysław Anders
- Zygmunt Berling
- Władysław Bortnowski
- Walerian Czuma
- Stefan Dąb-Biernacki
- Bronisław Duch
- Kazimierz Fabrycy
- Karol Olbracht Habsburg-Lotaryński
- Michał Karaszewicz-Tokarzewski
- Franciszek Kleeberg
- Tadeusz Kutrzeba
- Władysław Langner
- Stanisław Maczek
- Tadeusz Piskor
- Juliusz Rómmel
- Franciszek Sikorski
- Władysław Sikorski
- Mieczysław Smorawiński
- Stanisław Sosabowski
- Kazimierz Sosnowski
- Wacław Stachiewicz
- Antoni Szylling
- Wiktor Thommée

## Polská lidová republika
- Woiciech Jaruzelski
- Stanisław Popławski
- Florian Siwicki
- Marian Spychalski

## Polská republika
- Franciszek Gągor